# Узнимахи
Узнимахи (дарг. Узнимахьи) — село в Акушинском районе Дагестана. Входит в состав сельского поселения «Сельсовет Бургимакмахинский».

## Географическое положение
Расположено в 5 км к северо-востоку от районного центра села Акуша.

## Население
| 1895 | 1926 | 1939 | 1970 | 1989 | 2002 | 2010 |
| ---- | ---- | ---- | ---- | ---- | ---- | ---- |
| 229  | ↘91  | ↗140 | ↗211 | ↗407 | ↗666 | ↗910 |
| 2021 |      |      |      |      |      |      |
| ↘881 |      |      |      |      |      |      |